# Peter Machado

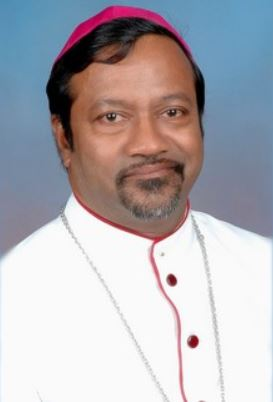
Peter Machado, 2018

Peter Machado (* 26. Mai 1954 in Honavar, Karnataka, Indien) ist ein indischer Geistlicher und römisch-katholischer Erzbischof von Bangalore.

## Leben
Peter Machado empfing am 8. Dezember 1978 das Sakrament der Priesterweihe.
Am 2. Februar 2006 ernannte ihn Papst Benedikt XVI. zum Bischof von Belgaum. Der Apostolische Nuntius in Indien, Erzbischof Pedro López Quintana, spendete ihm am 30. März desselben Jahres die Bischofsweihe; Mitkonsekratoren waren der Erzbischof von Bangalore, Bernard Blasius Moras, und der Erzbischof von Goa und Daman, Filipe Neri António Sebastião do Rosário Ferrão.
Papst Franziskus ernannte ihn am 19. März 2018 zum Erzbischof von Bangalore. Die Amtseinführung fand am 31. Mai desselben Jahres statt.